# Liste der Nummer-eins-Hits in Südkorea (2021)
Dies ist eine Liste der Nummer-eins-Hits in Südkorea im Jahr 2021 basierend auf den offiziellen Gaon Charts.

## Singles
| ← 2020 ← | Liste der Nummer-eins-Hits in Südkorea | Liste der Nummer-eins-Hits in Südkorea                                          | Liste der Nummer-eins-Hits in Südkorea | 2022 →                    |
| \| Zeitraum \| Wo. ges. \| Interpret \| Titel Autor(en) \| Zusätzliche Informationen \| \| (Zeitraum, Wochen auf Platz eins, Interpret, Titel, Autor[en], zusätzliche Informationen) \| \| \| \| \| \| ----------------------------------------------------------------------------------------- \| -------- \| ------------------------------------------------------------------------------- \| --------------------------------------------------------------------------------------------------------------------------------------------------------------------- \| ------------------------- \| \| 22. November 2020 – 9. Januar 2021 7 Wochen \| 7 \| Miranni, Munchman, Khundi Panda, Mushvenom feat. Justhis \| VVS \| – \| \| 10. Januar 2021 – 23. Januar 2021 2 Wochen \| 2 \| Kyoung Seo 경서 \| Shiny Star (2020) 밤하늘의 별을(2020) \| – \| \| 24. Januar 2021 – 6. März 2021 6 Wochen \| 6 \| IU \| Celebrity \| – \| \| 7. März 2021 – 13. März 2021 1 Woche \| 1 \| Lim Young-woong 임영웅 \| My Starry Love 별빛 같은 나의 사랑아 \| – \| \| 14. März 2021 – 27. März 2021 2 Wochen (insgesamt 5) \| 5 \| Brave Girls 브레이브걸스 \| Rollin’ 롤린 \| – \| \| 28. März 2021 – 10. April 2021 2 Wochen \| 2 \| IU \| Lilac 라일락 \| – \| \| 11. April 2021 – 17. April 2021 1 Woche \| 1 \| Kang Daniel 강다니엘 \| Antidote \| – \| \| 18. April 2021 – 8. Mai 2021 3 Wochen (insgesamt 5) \| 5 \| Brave Girls 브레이브걸스 \| Rollin’ 롤린 \| – \| \| 9. Mai 2021 – 15. Mai 2021 1 Woche \| 1 \| NCT Dream \| Hot Sauce 맛 \| – \| \| 16. Mai 2021 – 22. Mai 2021 1 Woche \| 1 \| Oh My Girl \| Dun Dun Dance \| – \| \| 23. Mai 2021 – 26. Juni 2021 5 Wochen \| 5 \| BTS \| Butter \| – \| \| 27. Juni 2021 – 31. Juli 2021 5 Wochen \| 5 \| MSG Wannabe (M.O.M) MSG워너비(M.O.M) \| Foolish Love 바라만 본다 \| – \| \| 1. August 2021 – 7. August 2021 1 Woche \| 1 \| AKMU feat. IU 악뮤 feat. 아이유 \| Nakka 낙하 \| – \| \| 8. August 2021 – 28. August 2021 3 Wochen \| 3 \| Lee Mu-jin 이무진 \| Traffic Light 신호등 \| – \| \| 29. August 2021 – 9. Oktober 2021 6 Wochen \| 6 \| The Kid Laroi & Justin Bieber \| Stay Charlton Kenneth Jeffrey Howard, Justin Drew Bieber, Blake Slatkin, Charlie Puth, Magnus August Høiberg, Michael Mulé, Isaac De Boni, Omer Fedi, Subhaan Rahmaan \| – \| \| 10. Oktober 2021 – 16. Oktober 2021 1 Woche \| 1 \| Lim Young-woong 임영웅 \| Love Always Run Away 사랑은 늘 도망가 \| – \| \| 17. Oktober 2021 – 6. November 2021 3 Wochen \| 3 \| IU 아이유 \| Strawberry Moon \| – \| \| 7. November 2021 – 13. November 2021 1 Woche \| 1 \| Anandelight, Unofficialboyy, Be’o, Geegooin and Mudd the Student featuring Mino \| Breathe 쉬어 \| – \| \| 14. November 2021 – 20. November 2021 1 Woche (insgesamt 3) \| 3 \| Sokodomo feat. Zion.T und Wonstein \| Merry-Go-Round 회전목마 \| – \| \| 21. November 2021 – 4. Dezember 2021 2 Wochen \| 2 \| Be’o feat. Mino 비오 \| Limousine 리무진 \| – \| \| 5. Dezember 2021 – 11. Dezember 2021 1 Woche (insgesamt 3) \| 3 \| Sokodomo feat. Zion.T und Wonstein \| Merry-Go-Round 회전목마 \| – \| \| 12. Dezember 2021 – 25. Dezember 2021 2 Wochen \| 2 \| Be’o feat. Beenzino 비오 \| Counting Stars \| – \| \| 26. Dezember 2021 – 1. Januar 2022 1 Woche (insgesamt 3) \| 3 \| Sokodomo feat. Zion.T und Wonstein \| Merry-Go-Round 회전목마 \| – \| |                                        |                                                                                 | |                           |
| ← 2020 |                                        |                                                                                 | | → 2022 →                  |
| Zeitraum | Wo. ges.                               | Interpret                                                                       | Titel Autor(en) | Zusätzliche Informationen |
| (Zeitraum, Wochen auf Platz eins, Interpret, Titel, Autor[en], zusätzliche Informationen) |                                        |                                                                                 | |                           |
| 22. November 2020 – 9. Januar 2021 7 Wochen | 7                                      | Miranni, Munchman, Khundi Panda, Mushvenom feat. Justhis                        | VVS | –                         |
| 10. Januar 2021 – 23. Januar 2021 2 Wochen | 2                                      | Kyoung Seo 경서                                                                 | Shiny Star (2020) 밤하늘의 별을(2020) | –                         |
| 24. Januar 2021 – 6. März 2021 6 Wochen | 6                                      | IU                                                                              | Celebrity | –                         |
| 7. März 2021 – 13. März 2021 1 Woche | 1                                      | Lim Young-woong 임영웅                                                          | My Starry Love 별빛 같은 나의 사랑아 | –                         |
| 14. März 2021 – 27. März 2021 2 Wochen (insgesamt 5) | 5                                      | Brave Girls 브레이브걸스                                                        | Rollin’ 롤린 | –                         |
| 28. März 2021 – 10. April 2021 2 Wochen | 2                                      | IU                                                                              | Lilac 라일락 | –                         |
| 11. April 2021 – 17. April 2021 1 Woche | 1                                      | Kang Daniel 강다니엘                                                            | Antidote | –                         |
| 18. April 2021 – 8. Mai 2021 3 Wochen (insgesamt 5) | 5                                      | Brave Girls 브레이브걸스                                                        | Rollin’ 롤린 | –                         |
| 9. Mai 2021 – 15. Mai 2021 1 Woche | 1                                      | NCT Dream                                                                       | Hot Sauce 맛 | –                         |
| 16. Mai 2021 – 22. Mai 2021 1 Woche | 1                                      | Oh My Girl                                                                      | Dun Dun Dance | –                         |
| 23. Mai 2021 – 26. Juni 2021 5 Wochen | 5                                      | BTS                                                                             | Butter | –                         |
| 27. Juni 2021 – 31. Juli 2021 5 Wochen | 5                                      | MSG Wannabe (M.O.M) MSG워너비(M.O.M)                                            | Foolish Love 바라만 본다 | –                         |
| 1. August 2021 – 7. August 2021 1 Woche | 1                                      | AKMU feat. IU 악뮤 feat. 아이유                                                 | Nakka 낙하 | –                         |
| 8. August 2021 – 28. August 2021 3 Wochen | 3                                      | Lee Mu-jin 이무진                                                               | Traffic Light 신호등 | –                         |
| 29. August 2021 – 9. Oktober 2021 6 Wochen | 6                                      | The Kid Laroi & Justin Bieber                                                   | Stay Charlton Kenneth Jeffrey Howard, Justin Drew Bieber, Blake Slatkin, Charlie Puth, Magnus August Høiberg, Michael Mulé, Isaac De Boni, Omer Fedi, Subhaan Rahmaan | –                         |
| 10. Oktober 2021 – 16. Oktober 2021 1 Woche | 1                                      | Lim Young-woong 임영웅                                                          | Love Always Run Away 사랑은 늘 도망가 | –                         |
| 17. Oktober 2021 – 6. November 2021 3 Wochen | 3                                      | IU 아이유                                                                       | Strawberry Moon | –                         |
| 7. November 2021 – 13. November 2021 1 Woche | 1                                      | Anandelight, Unofficialboyy, Be’o, Geegooin and Mudd the Student featuring Mino | Breathe 쉬어 | –                         |
| 14. November 2021 – 20. November 2021 1 Woche (insgesamt 3) | 3                                      | Sokodomo feat. Zion.T und Wonstein                                              | Merry-Go-Round 회전목마 | –                         |
| 21. November 2021 – 4. Dezember 2021 2 Wochen | 2                                      | Be’o feat. Mino 비오                                                            | Limousine 리무진 | –                         |
| 5. Dezember 2021 – 11. Dezember 2021 1 Woche (insgesamt 3) | 3                                      | Sokodomo feat. Zion.T und Wonstein                                              | Merry-Go-Round 회전목마 | –                         |
| 12. Dezember 2021 – 25. Dezember 2021 2 Wochen | 2                                      | Be’o feat. Beenzino 비오                                                        | Counting Stars | –                         |
| 26. Dezember 2021 – 1. Januar 2022 1 Woche (insgesamt 3) | 3                                      | Sokodomo feat. Zion.T und Wonstein                                              | Merry-Go-Round 회전목마 | –                         |

## Alben
| ← 2020 ← | Liste der Nummer-eins-Hits in Südkorea | Liste der Nummer-eins-Hits in Südkorea | Liste der Nummer-eins-Hits in Südkorea                       | 2022 →                    |
| \| Zeitraum \| Wo. ges. \| Interpret \| Titel \| Zusätzliche Informationen \| \| (Zeitraum, Wochen auf Platz eins, Interpret, Titel, zusätzliche Informationen) \| \| \| \| \| \| ------------------------------------------------------------------------------ \| -------- \| -------------------------------------- \| ------------------------------------------------------------ \| ------------------------- \| \| 27. Dezember 2020 – 2. Januar 2021 1 Woche \| 1 \| TXT 투모로우바이투게더 \| Minisode1: Blue Hour \| – \| \| 3. Januar 2021 – 9. Januar 2021 1 Woche (insgesamt 3) \| 3 \| NCT \| NCT Resonance Pt. 2 \| – \| \| 10. Januar 2021 – 16. Januar 2021 1 Woche \| 1 \| Treasure 트레저 \| The First Step: Treasure Effect \| – \| \| 17. Januar 2021 – 23. Januar 2021 1 Woche \| 1 \| U-Know 유노윤호 \| Noir \| – \| \| 24. Januar 2021 – 30. Januar 2021 1 Woche \| 1 \| Dreamcatcher 드림캐쳐 \| Dystopia: Road to Utopia \| – \| \| 31. Januar 2021 – 6. Februar 2021 1 Woche \| 1 \| CIX 씨아이엑스 \| Hello Chapter Ø: Hello, Strange Dream \| – \| \| 7. Februar 2021 – 13. Februar 2021 1 Woche \| 1 \| Kim Woo-seok 김우석 \| 2nd Desire [Tasty] \| – \| \| 14. Februar 2021 – 20. Februar 2021 1 Woche (insgesamt 2) \| 2 \| BTS 방탄소년단 \| Be \| – \| \| 21. Februar 2021 – 27. Februar 2021 1 Woche \| 1 \| Shinee 샤이니 \| Don’t Call Me \| – \| \| 28. Februar 2021 – 6. März 2021 1 Woche \| 1 \| Ateez 에이티즈 \| Zero: Fever Part.2 \| – \| \| 7. März 2021 – 13. März 2021 1 Woche \| 1 \| WayV \| Kick Back \| – \| \| 14. März 2021 – 20. März 2021 1 Woche \| 1 \| Super Junior 슈퍼주니어 \| The Renaissance \| – \| \| 21. März 2021 – 27. März 2021 1 Woche \| 1 \| IU 아이유 \| Lilac \| – \| \| 28. März 2021 – 3. April 2021 1 Woche (insgesamt 2) \| 2 \| Baekhyun 백현 \| Bambi \| – \| \| 4. April 2021 – 10. April 2021 1 Woche \| 1 \| Astro 아스트로 \| All Yours \| – \| \| 11. April 2021 – 17. April 2021 1 Woche \| 1 \| Kang Daniel 강다니엘 \| Yellow \| – \| \| 18. April 2021 – 24. April 2021 1 Woche (insgesamt 2) \| 2 \| Baekhyun 백현 \| Bambi \| – \| \| 25. April 2021 – 1. Mai 2021 1 Woche \| 1 \| Enhypen \| Border: Carnival \| – \| \| 2. Mai 2021 – 8. Mai 2021 1 Woche \| 1 \| Yesung 예성 \| Beautiful Night \| – \| \| 9. Mai 2021 – 29. Mai 2021 3 Wochen \| 3 \| NCT Dream \| Hot Sauce 맛 \| – \| \| 30. Mai 2021 – 5. Juni 2021 1 Woche \| 1 \| TXT 투모로우바이투게더 \| The Chaos Chapter: Freeze 혼돈의 장 _ Freeze \| – \| \| 6. Juni 2021 – 12. Juni 2021 1 Woche \| 1 \| EXO \| Don’t Fight the Feeling \| – \| \| 13. Juni 2021 – 26. Juni 2021 2 Wochen \| 2 \| Seventeen 세븐틴 \| Your Choice \| – \| \| 27. Juni 2021 – 3. Juli 2021 1 Woche \| 1 \| NCT Dream \| Hello Future \| – \| \| 4. Juli 2021 – 24. Juli 2021 3 Wochen \| 3 \| BTS 방탄소년단 \| Butter \| – \| \| 25. Juli 2021 – 31. Juli 2021 1 Woche \| 1 \| D.O. 디오 \| Empathy 공감 \| – \| \| 1. August 2021 – 7. August 2021 1 Woche \| 1 \| Astro 아스트로 \| Switch On \| – \| \| 8. August 2021 – 14. August 2021 1 Woche \| 1 \| The Boyz 더보이즈 \| Thrill-ing \| – \| \| 15. August 2021 – 21. August 2021 1 Woche \| 1 \| Tomorrow X Together 투모로우바이투게더 \| The Chaos Chapter: Fight or Escape 혼돈의 장 Fight or Escape \| – \| \| 22. August 2021 – 4. September 2021 2 Wochen \| 2 \| Stray Kids 스트레이 키즈 \| Noeasy \| – \| \| 5. September 2021 – 11. September 2021 1 Woche \| 1 \| Lisa \| Lalisa \| – \| \| 12. September 2021 – 2. Oktober 2021 3 Wochen \| 3 \| NCT 127 \| Sticker \| – \| \| 3. Oktober 2021 – 9. Oktober 2021 1 Woche \| 1 \| Aespa \| Savage \| – \| \| 10. Oktober 2021 – 16. Oktober 2021 1 Woche \| 1 \| Enhypen \| Dimension: Dilemma \| – \| \| 17. Oktober 2021 – 30. Oktober 2021 2 Wochen \| 2 \| Seventeen 세븐틴 \| Attacca \| – \| \| 31. Oktober 2021 – 6. November 2021 1 Woche \| 1 \| The Boyz 더보이즈 \| Maverick \| – \| \| 7. November 2021 – 13. November 2021 1 Woche \| 1 \| Twice 트와이스 \| Formula of Love: O+T=<3 \| – \| \| 14. November 2021 – 20. November 2021 1 Woche \| 1 \| Monsta X 몬스타엑스 \| No Limit \| – \| \| 21. November 2021 – 27. November 2021 1 Woche \| 1 \| SF9 에스에프나인 \| Rumination \| – \| \| 28. November 2021 – 4. Dezember 2021 1 Woche \| 1 \| Stray Kids 스트레이 키즈 \| Christmas EveL \| – \| \| 5. Dezember 2021 – 11. Dezember 2021 1 Woche \| 1 \| Ateez 에이티즈 \| Zero: Fever Epilogue \| – \| \| 12. Dezember 2021 – 18. Dezember 2021 1 Woche (insgesamt 2) \| 2 \| NCT \| Universe \| – \| \| 19. Dezember 2021 – 25. Dezember 2021 1 Woche \| 1 \| Ive \| Eleven \| – \| \| 26. Dezember 2021 – 1. Januar 2022 1 Woche (insgesamt 2) \| 2 \| NCT \| Universe \| – \| |                                        |                                        |                                                              |                           |
| ← 2020 |                                        |                                        |                                                              | → 2022 →                  |
| Zeitraum | Wo. ges.                               | Interpret                              | Titel                                                        | Zusätzliche Informationen |
| (Zeitraum, Wochen auf Platz eins, Interpret, Titel, zusätzliche Informationen) |                                        |                                        |                                                              |                           |
| 27. Dezember 2020 – 2. Januar 2021 1 Woche | 1                                      | TXT 투모로우바이투게더                 | Minisode1: Blue Hour                                         | –                         |
| 3. Januar 2021 – 9. Januar 2021 1 Woche (insgesamt 3) | 3                                      | NCT                                    | NCT Resonance Pt. 2                                          | –                         |
| 10. Januar 2021 – 16. Januar 2021 1 Woche | 1                                      | Treasure 트레저                        | The First Step: Treasure Effect                              | –                         |
| 17. Januar 2021 – 23. Januar 2021 1 Woche | 1                                      | U-Know 유노윤호                        | Noir                                                         | –                         |
| 24. Januar 2021 – 30. Januar 2021 1 Woche | 1                                      | Dreamcatcher 드림캐쳐                  | Dystopia: Road to Utopia                                     | –                         |
| 31. Januar 2021 – 6. Februar 2021 1 Woche | 1                                      | CIX 씨아이엑스                         | Hello Chapter Ø: Hello, Strange Dream                        | –                         |
| 7. Februar 2021 – 13. Februar 2021 1 Woche | 1                                      | Kim Woo-seok 김우석                    | 2nd Desire [Tasty]                                           | –                         |
| 14. Februar 2021 – 20. Februar 2021 1 Woche (insgesamt 2) | 2                                      | BTS 방탄소년단                         | Be                                                           | –                         |
| 21. Februar 2021 – 27. Februar 2021 1 Woche | 1                                      | Shinee 샤이니                          | Don’t Call Me                                                | –                         |
| 28. Februar 2021 – 6. März 2021 1 Woche | 1                                      | Ateez 에이티즈                         | Zero: Fever Part.2                                           | –                         |
| 7. März 2021 – 13. März 2021 1 Woche | 1                                      | WayV                                   | Kick Back                                                    | –                         |
| 14. März 2021 – 20. März 2021 1 Woche | 1                                      | Super Junior 슈퍼주니어                | The Renaissance                                              | –                         |
| 21. März 2021 – 27. März 2021 1 Woche | 1                                      | IU 아이유                              | Lilac                                                        | –                         |
| 28. März 2021 – 3. April 2021 1 Woche (insgesamt 2) | 2                                      | Baekhyun 백현                          | Bambi                                                        | –                         |
| 4. April 2021 – 10. April 2021 1 Woche | 1                                      | Astro 아스트로                         | All Yours                                                    | –                         |
| 11. April 2021 – 17. April 2021 1 Woche | 1                                      | Kang Daniel 강다니엘                   | Yellow                                                       | –                         |
| 18. April 2021 – 24. April 2021 1 Woche (insgesamt 2) | 2                                      | Baekhyun 백현                          | Bambi                                                        | –                         |
| 25. April 2021 – 1. Mai 2021 1 Woche | 1                                      | Enhypen                                | Border: Carnival                                             | –                         |
| 2. Mai 2021 – 8. Mai 2021 1 Woche | 1                                      | Yesung 예성                            | Beautiful Night                                              | –                         |
| 9. Mai 2021 – 29. Mai 2021 3 Wochen | 3                                      | NCT Dream                              | Hot Sauce 맛                                                 | –                         |
| 30. Mai 2021 – 5. Juni 2021 1 Woche | 1                                      | TXT 투모로우바이투게더                 | The Chaos Chapter: Freeze 혼돈의 장 _ Freeze                 | –                         |
| 6. Juni 2021 – 12. Juni 2021 1 Woche | 1                                      | EXO                                    | Don’t Fight the Feeling                                      | –                         |
| 13. Juni 2021 – 26. Juni 2021 2 Wochen | 2                                      | Seventeen 세븐틴                       | Your Choice                                                  | –                         |
| 27. Juni 2021 – 3. Juli 2021 1 Woche | 1                                      | NCT Dream                              | Hello Future                                                 | –                         |
| 4. Juli 2021 – 24. Juli 2021 3 Wochen | 3                                      | BTS 방탄소년단                         | Butter                                                       | –                         |
| 25. Juli 2021 – 31. Juli 2021 1 Woche | 1                                      | D.O. 디오                              | Empathy 공감                                                 | –                         |
| 1. August 2021 – 7. August 2021 1 Woche | 1                                      | Astro 아스트로                         | Switch On                                                    | –                         |
| 8. August 2021 – 14. August 2021 1 Woche | 1                                      | The Boyz 더보이즈                      | Thrill-ing                                                   | –                         |
| 15. August 2021 – 21. August 2021 1 Woche | 1                                      | Tomorrow X Together 투모로우바이투게더 | The Chaos Chapter: Fight or Escape 혼돈의 장 Fight or Escape | –                         |
| 22. August 2021 – 4. September 2021 2 Wochen | 2                                      | Stray Kids 스트레이 키즈               | Noeasy                                                       | –                         |
| 5. September 2021 – 11. September 2021 1 Woche | 1                                      | Lisa                                   | Lalisa                                                       | –                         |
| 12. September 2021 – 2. Oktober 2021 3 Wochen | 3                                      | NCT 127                                | Sticker                                                      | –                         |
| 3. Oktober 2021 – 9. Oktober 2021 1 Woche | 1                                      | Aespa                                  | Savage                                                       | –                         |
| 10. Oktober 2021 – 16. Oktober 2021 1 Woche | 1                                      | Enhypen                                | Dimension: Dilemma                                           | –                         |
| 17. Oktober 2021 – 30. Oktober 2021 2 Wochen | 2                                      | Seventeen 세븐틴                       | Attacca                                                      | –                         |
| 31. Oktober 2021 – 6. November 2021 1 Woche | 1                                      | The Boyz 더보이즈                      | Maverick                                                     | –                         |
| 7. November 2021 – 13. November 2021 1 Woche | 1                                      | Twice 트와이스                         | Formula of Love: O+T=<3                                      | –                         |
| 14. November 2021 – 20. November 2021 1 Woche | 1                                      | Monsta X 몬스타엑스                    | No Limit                                                     | –                         |
| 21. November 2021 – 27. November 2021 1 Woche | 1                                      | SF9 에스에프나인                       | Rumination                                                   | –                         |
| 28. November 2021 – 4. Dezember 2021 1 Woche | 1                                      | Stray Kids 스트레이 키즈               | Christmas EveL                                               | –                         |
| 5. Dezember 2021 – 11. Dezember 2021 1 Woche | 1                                      | Ateez 에이티즈                         | Zero: Fever Epilogue                                         | –                         |
| 12. Dezember 2021 – 18. Dezember 2021 1 Woche (insgesamt 2) | 2                                      | NCT                                    | Universe                                                     | –                         |
| 19. Dezember 2021 – 25. Dezember 2021 1 Woche | 1                                      | Ive                                    | Eleven                                                       | –                         |
| 26. Dezember 2021 – 1. Januar 2022 1 Woche (insgesamt 2) | 2                                      | NCT                                    | Universe                                                     | –                         |

## Jahreshitparaden
| ← 2020 ← | Liste der Nummer-eins-Hits in Südkorea | Liste der Nummer-eins-Hits in Südkorea | Liste der Nummer-eins-Hits in Südkorea | 2022 →   |
| \| Singles \| Position# \| Alben \| \| --------------------------------------------------- \| --------- \| --------------------------- \| \| Celebrity IU \| 1 \| Butter BTS \| \| Rollin’ Brave Girls \| 2 \| Sticker NCT 127 \| \| Dynamite BTS \| 3 \| Hot Sauce NCT Dream \| \| Lilac IU \| 4 \| Attacca Seventeen \| \| Next Level Aespa \| 5 \| Universe NCT \| \| Peaches (feat. Daniel Caesar, Giveon) Justin Bieber \| 6 \| Your Choice Seventeen \| \| Butter BTS \| 7 \| Don’t Fight the Feeling EXO \| \| Traffic Light Lee Mu-jin \| 8 \| Noeasy Stray Kids \| \| Shiny Star (2020) Kyoung Seo \| 9 \| Dimension: Dilemma Enhypen \| \| Foolish Love MSG Wannabe (M.O.M) \| 10 \| Be BTS \| |                                        |                                        |                                        |          |
| ← 2020 |                                        |                                        |                                        | → 2022 → |
| Singles | Position#                              | Alben                                  |                                        |          |
| Celebrity IU | 1                                      | Butter BTS                             |                                        |          |
| Rollin’ Brave Girls | 2                                      | Sticker NCT 127                        |                                        |          |
| Dynamite BTS | 3                                      | Hot Sauce NCT Dream                    |                                        |          |
| Lilac IU | 4                                      | Attacca Seventeen                      |                                        |          |
| Next Level Aespa | 5                                      | Universe NCT                           |                                        |          |
| Peaches (feat. Daniel Caesar, Giveon) Justin Bieber | 6                                      | Your Choice Seventeen                  |                                        |          |
| Butter BTS | 7                                      | Don’t Fight the Feeling EXO            |                                        |          |
| Traffic Light Lee Mu-jin | 8                                      | Noeasy Stray Kids                      |                                        |          |
| Shiny Star (2020) Kyoung Seo | 9                                      | Dimension: Dilemma Enhypen             |                                        |          |
| Foolish Love MSG Wannabe (M.O.M) | 10                                     | Be BTS                                 |                                        |          |